# Wallfahrtskirche Gartlberg

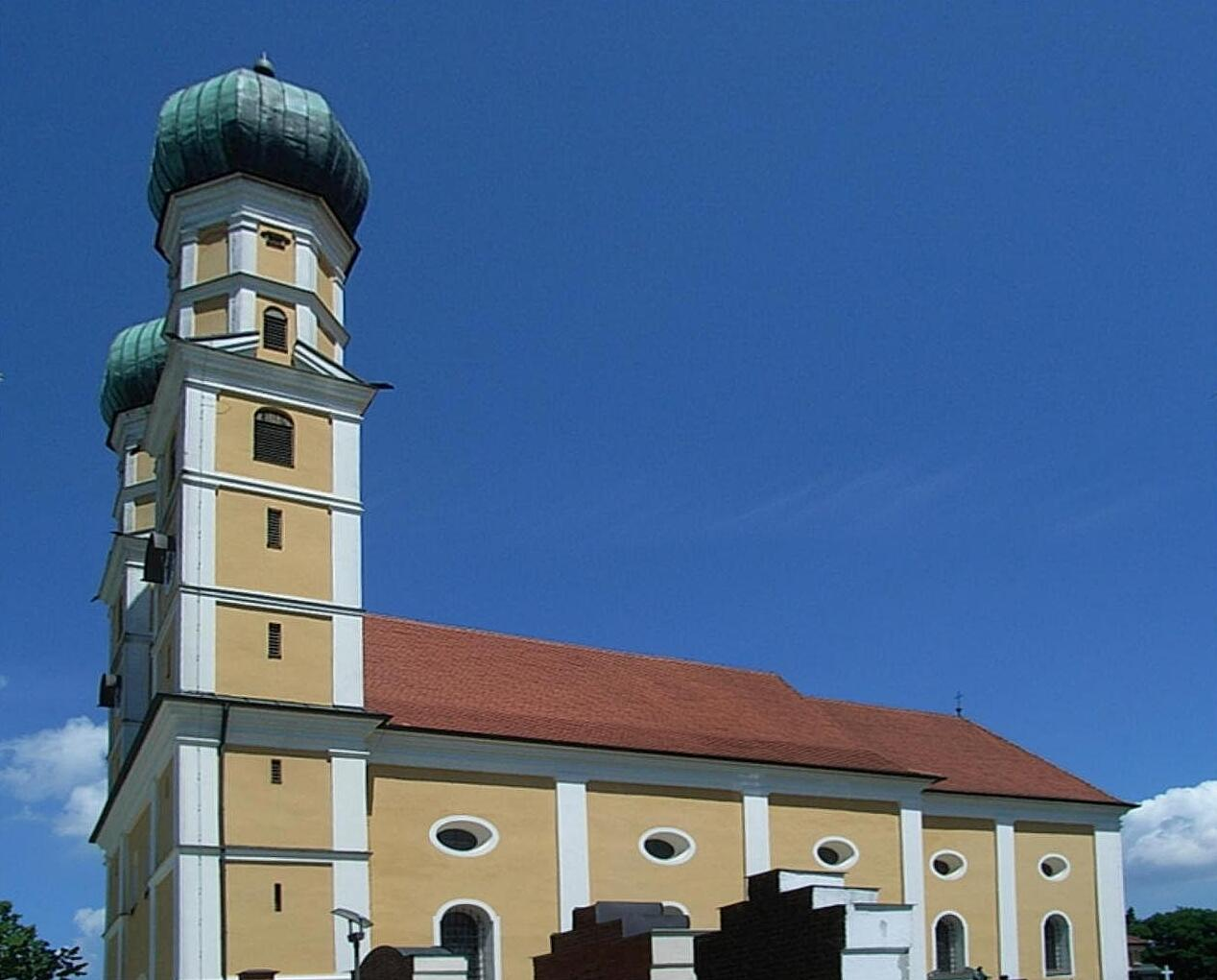
Die Wallfahrtskirche auf dem Gartlberg

Die Wallfahrtskirche Gartlberg befindet sich in Gartlberg, einem nordöstlichen Stadtteil von Pfarrkirchen in Bayern.
Sie liegt weithin sichtbar auf einem ca. 70 m höher gelegenen Plateau. Die doppeltürmige Barockkirche mit Zwiebelhauben wurde zwischen ca. 1661/62 und ca. 1668/69 von dem aus Graubünden stammenden Kirchenbauer Domeniko Christoph Zuccalli erbaut. Die beiden Stuckateure Giovanni Battista Carlone und Giovanni Paolo d’Allio, die parallel am Dom zu Passau arbeiteten, gestalteten 1689/90 im Wesentlichen den Chor. Der weitere Innenausbau (Chor und Langhaus) zog sich allerdings noch bis 1713 hin und wurde von bayerischen Künstlern bewerkstelligt.

## Geschichte

### Entstehung von Wallfahrt und Kirchenbauten auf dem Gartlberg
Die heutige Gartlbergkirche verdankt ihre Entstehung im Wesentlichen drei religiös motivierten Wurzeln.
Zum einen war es in Pfarrkirchen mindestens ein halbes Jahrhundert vor der Grundsteinlegung zur Wallfahrtskirche üblich geworden, in der Karwoche ein Passionsspiel (eine „Comedie“) zu geben. 1608 nämlich berichtet eine amtliche Rechnung davon. Aus den Gartlberg-Rechnungen des Jahres 1669 geht dann erstmals hervor, dass das Passionsspiel vom Leiden und Sterben Christi schon innerhalb des wohl kurz vorher fertiggestellten Kirchenbaus aufgeführt wurde: „In der Marterrwochen (Karwoche) hat ermelter (sic) Werckmaister und 3 Zimmerknecht 7 Aichpaumb (Eichenstämme) abgehackt und in der Khürchen auf dem Gärttlberg die Pün (Bühne) zur Comedie aufgemacht.“
Zum anderen heftete am 3. März 1659 der Pfarrkirchner Bürger und Hutmacher Wolf(gang) Schmierdorffer heimlich ein Vesperbild – die Darstellung der Schmerzhaften Mutter Gottes mit dem toten Christus auf dem Schoß – an eine Föhre, das dieser 1634 in Regensburg von einer protestantischen Familie erworben hatte. Schmierdorffer verrichtete vor dem Bildnis seine tägliche Andacht, zumal ihm seine Ehefrau Vorwürfe gemacht hatte, er vernachlässige dadurch seine Pflichten als Ernährer und Familienvater. Bald entdeckten drei Bauernmädchen das Gnadenbild und schon „an den folgenden Osterfeiertagen erlebte es einen starken Zulauf des frommen Volkes.“ Der Gartlberg war zu jener Zeit zwar noch ein dicht bewaldeter Hügel, besaß aber vermutlich schon den Nimbus eines „heiligen Berges“. Auf seinem Gipfel waren wohl bereits vor der Anbringung des Andachtsbildes oder kurz danach drei Kreuze errichtet worden, ein früher Beleg für eine Kalvarienberg-Anlage im damaligen barocken Bayern. Die Besucher des Passionsspiels, das vom Gründonnerstag bis Karsamstag auf dem Berg aufgeführt wurde, suchten nun auch aus Neugierde das aufgefundene Bildnis auf. Binnen Jahresfrist gingen von diesem Andachtsbild die ersten Wunderzeichen aus. Die anhebende „wilde Wallfahrt auf den Gartlberg“ betrachteten die geistliche und weltliche Obrigkeit anfänglich skeptisch. Bald wurde um die Föhre mit dem Vesperbild eine Holzkapelle gebaut und seit 1660 mit bischöflicher Erlaubnis die Messe gelesen. Der damalige Pfarrkirchner Dekan und Pfarrer berichtete an den Bischof von Passau, dass die frommen Wallfahrer bereits 200 Gulden gespendet hätten.
Schließlich begann drittens – noch im Jahr 1659 – die alteingesessene Pfarrkirchner Corpus-Christi-Bruderschaft den Bau einer Heilig-Grab-Kapelle unweit dieses wundertätigen Vesperbildes. Angesichts der zunehmenden Wallfahrt müssen die Überlegungen zu einem großen Kirchenbau konkrete Formen angenommen haben, denn in einer Bittschrift an das Domkapitel von Passau (zwischen 1662 und 1663) ersuchten die Pfarrkirchner um Zustimmung zu einem Kirchenneubau über der Heilig-Grab-Kapelle: „… Bei dem Wundertettigen vesper bildt am Gärttlberg alhier zu Pfarrkhürchen vnnd yber das Hl: Grab alda Zu vergrösserung der Ehr Gottes auch mehrerer Fried … ein Neues Kürchen Gebeu Zuführen …“
Bereits 1660 wurden für die Wallfahrtsseelsorge Franziskaner-Patres aus dem benachbarten Eggenfelden bestellt. Sie betreuten die ab 1660 immer größer werdende Wallfahrt zum „Wunderbild“ und zur Heilig-Grab-Kapelle und dürften wohl auch die Idee dazu beigesteuert haben, die bestehende Kapelle durch einen Kirchenneubau einzuschalen. Das aktuelle Vorbild hierzu fand sich damals in Assisi, wo seit 1569 die Kirche Santa Maria degli Angeli in Bau war, die 1660 kurz vor der Vollendung stand. Sie überbaute die Portiunkula-Kapelle, in der der Ordensgründer der Franziskaner, der hl. Franziskus, verstarb. Offensichtlich beabsichtigten die Franziskaner, auf dem Gartlberg eine niederbayerische Version der Portiunkula-Kapelle zu errichten. Weitere Beispiele sind die 1631 geweihte barocke Wallfahrtskirche Sammarei im Landkreis Passau und Maria Einsiedeln im Schweizer Kanton Schwyz. Ein beredtes Zeugnis hiervon gibt im Übrigen der von den Franziskanern geförderte Portiunkula-Ablass.
Am 16. November 1687 erfolgte die Überführung des Gnadenbildes in die neu errichtete Wallfahrtskirche. Der im Rottal weithin sichtbare barocke Kirchenbau mit zweitürmiger Westfassade erhielt am 11. Juli 1688 seine Weihe nicht nur auf die Grablegung und Auferstehung Christi, sondern auch auf die Schmerzhafte Muttergottes. Die Entstehungsgeschichte der Wallfahrt auf dem Gartlberg fand in diesem Doppelpatrozinium somit ihren folgerichtigen Abschluss.
Die Wallfahrt führte in ihren Glanzzeiten über 25.000 Menschen pro Jahr auf den Gartlberg. 1802 brachte die Säkularisation sie dann fast ganz zum Erliegen. Frommen Stiftungen gelang es jedoch, die Wallfahrt durch Benefiziaten zu sichern, die seit 1748 neben der Kirche wohnten. 1921 lösten die Salvatorianer sie ab. Mit ihnen wurde der Gartlberg wieder eine bedeutende Marienwallfahrtstätte. Im Sommer 2014 verließen die Salvatorianer Gartlberg. 2015 übernahm der Paulinerorden das Kloster, von dem aus drei Patres die Wallfahrtsseelsorge betreuen.

### Heilige Theodora
Vor dem linken Seitenaltar befindet sich die Reliquie der heiligen Theodora.

### Zur Baugeschichte
Chor und Langhaus

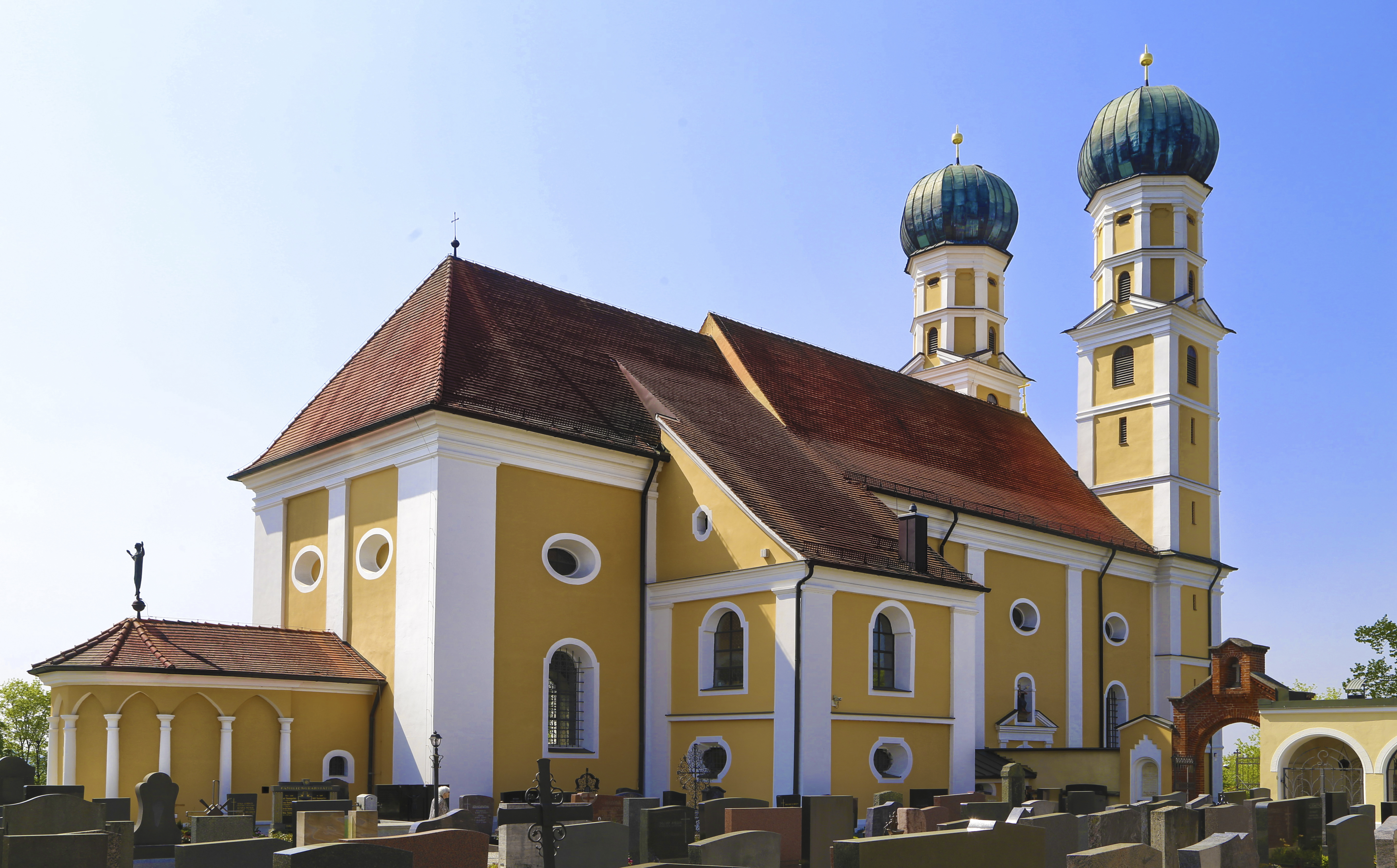
Die Wallfahrtskirche von Nordosten mit Heilig-Grab-Kapelle (im Bild links) und Sakristei nach Norden unter Pultdach

1661 konnte der „welsche Maurermeister“ und damalige „Stadtmaurermeister von Burghausen“ Domenico Cristoforo Zuccalli gewonnen werden. Baubeginn dürfte etwa 1662 oder 1663 gewesen sein, zumal die oben erwähnte Bitte um Baugenehmigung in diesem Zeitraum an das Domkapitel von Passau gerichtet war. Als der einheimische Zimmerermeister Zaininger 1670 das Dach über das Langhaus und die welschen Kuppelhauben auf die beiden Westtürme aufsetzte (Höhe: 25 Meter), war der Rohbau fertiggestellt: Es handelt sich um eine einschiffige Anlage mit wenig eingezogenem, gerade schließendem Chor. Die Gesamtlänge beträgt ca. 35 Meter, die Langhausbreite (innen) ca. 10 Meter. Das erste Passionsspiel wurde bereits 1668 in der Gartlbergkirche aufgeführt. Das Herzstück des neuen Kirchenraumes, die hölzerne Heilig-Grab-Kapelle, schien sich dann allerdings für die Abhaltung der Gottesdienste als störend erwiesen zu haben.
Heiliges Grab bzw. Heilig-Grab-Kapelle
Um 1670 wurde die inzwischen wohl auch marode gewordene Holzkapelle im Inneren abgerissen und ab August 1677 – wiederum als Grabkapelle – neu errichtet, unmittelbar im Anschluss an den Ostchor der neuen Kirche. Ausführender Baumeister war Carlo Antonio Carlone, der damals in Passau wirkte.
Die Grabkapelle von Carlo Antonio Carlone weist nicht nur von außen betrachtet traditionelle Formen auf, die sich für Kopien der Heiliggrabkapelle in Jerusalem herausgebildet hatten: Spitzbogenblenden mit dazwischentretenden Dreiviertelsäulchen. Sie ist ferner polygonal geschlossen. Auch das Innere, das hinter dem Hochaltar zugänglich ist, weist auf Jerusalem hin. Über einen niedrigen Vorraum gelangt man in die eigentliche Grabkammer, die man nur gebückt betreten kann.

## Ausstattung

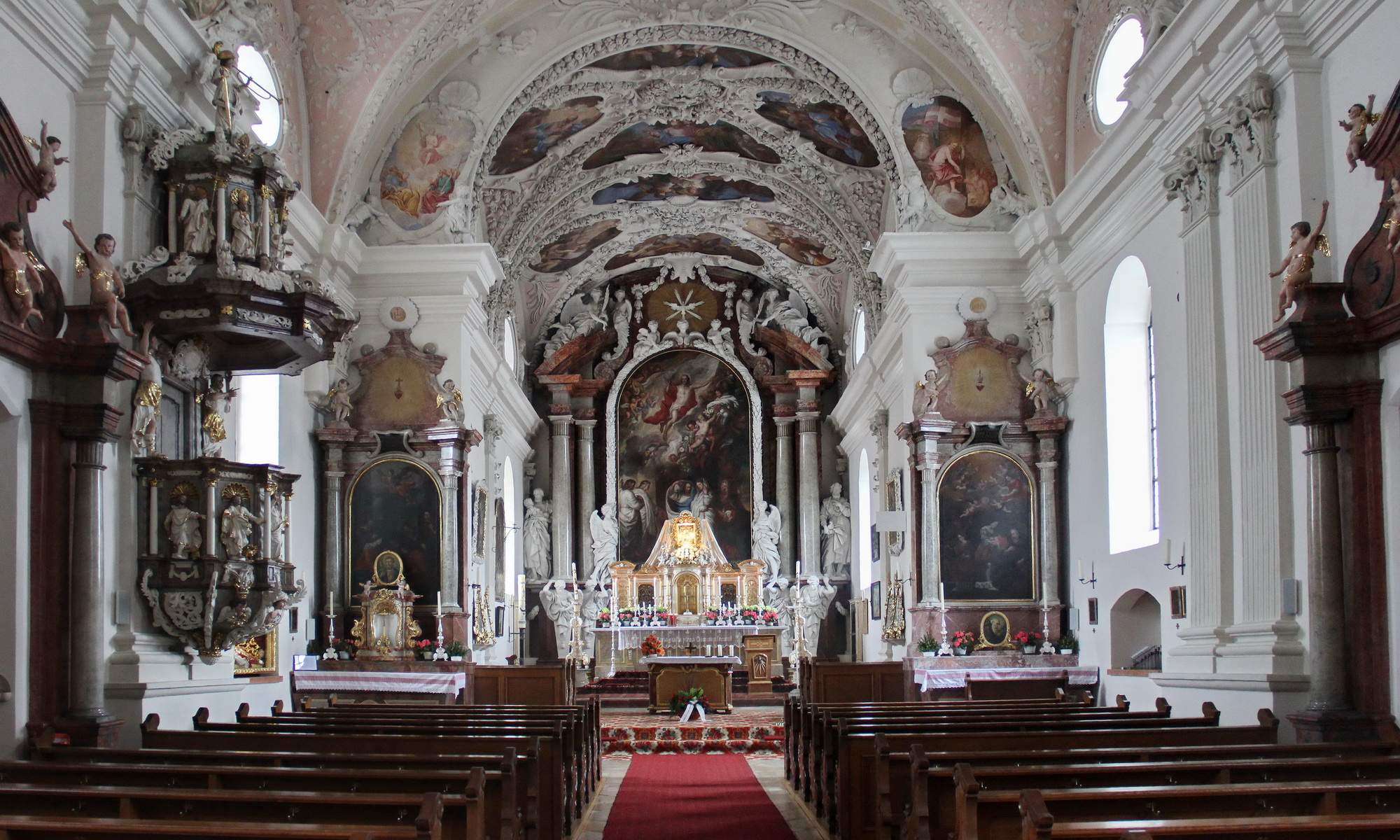
Innenraum

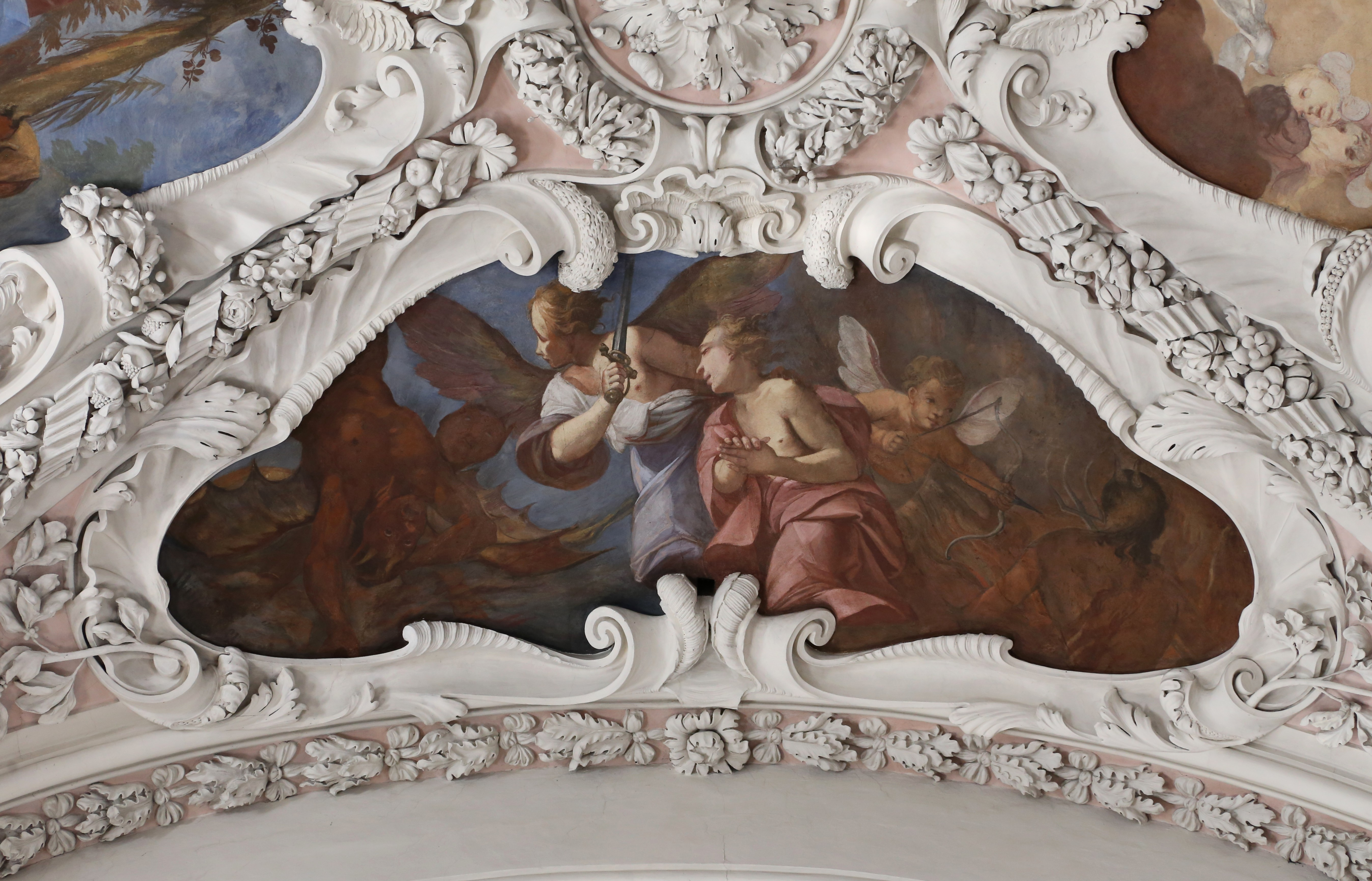
Fresko von Carl Adam im 2. Joch vor dem Chorbogen, Mitte: Der hl. Erzengel Michael und ein Engel mit Pfeil und Bogen wehren Satan und die anderen bösen Geister ab

### Chor
Die Ausstattung des Chores, die Stuckierung sowie die Aufführung des Hochaltars, übernahmen 1688/89 Giovanni Battista Carlone  und Giovanni Paolo d’Allio, die beide damals zeitgleich im Passauer Dom tätig waren. Im Chorgewölbe wurden in zwei Jochen je vier Gemälde „in schwerer Farbigkeit“ von Carl Adam 1688 ausgeführt. Sie geben die acht Bitten des Vaterunsers wieder:
Die Bild-Themen im 1. Joch sind:
1. Gottvater („Vater unser im Himmel“)
2. Engel beten den Namen Jesu an („geheiligt werde Dein Name“)
3. Gottvater sendet seinen Sohn zu den bittenden Menschen („Dein Reich komme“)
4. Christus am Ölberg („Dein Wille geschehe“)

Die Bild-Themen im 2. Joch sind:
1. Die wunderbare Brotvermehrung („unser tägliches Brot gib uns heute“)
2. Sühnender Mensch vor Gott („vergib uns unsere Schuld“)
3. Christus wird vom Satan versucht („führe uns nicht in Versuchung“)
4. Erzengel Michael und ein Engel beschützen den Menschen („erlöse uns von dem Bösen“)[24]

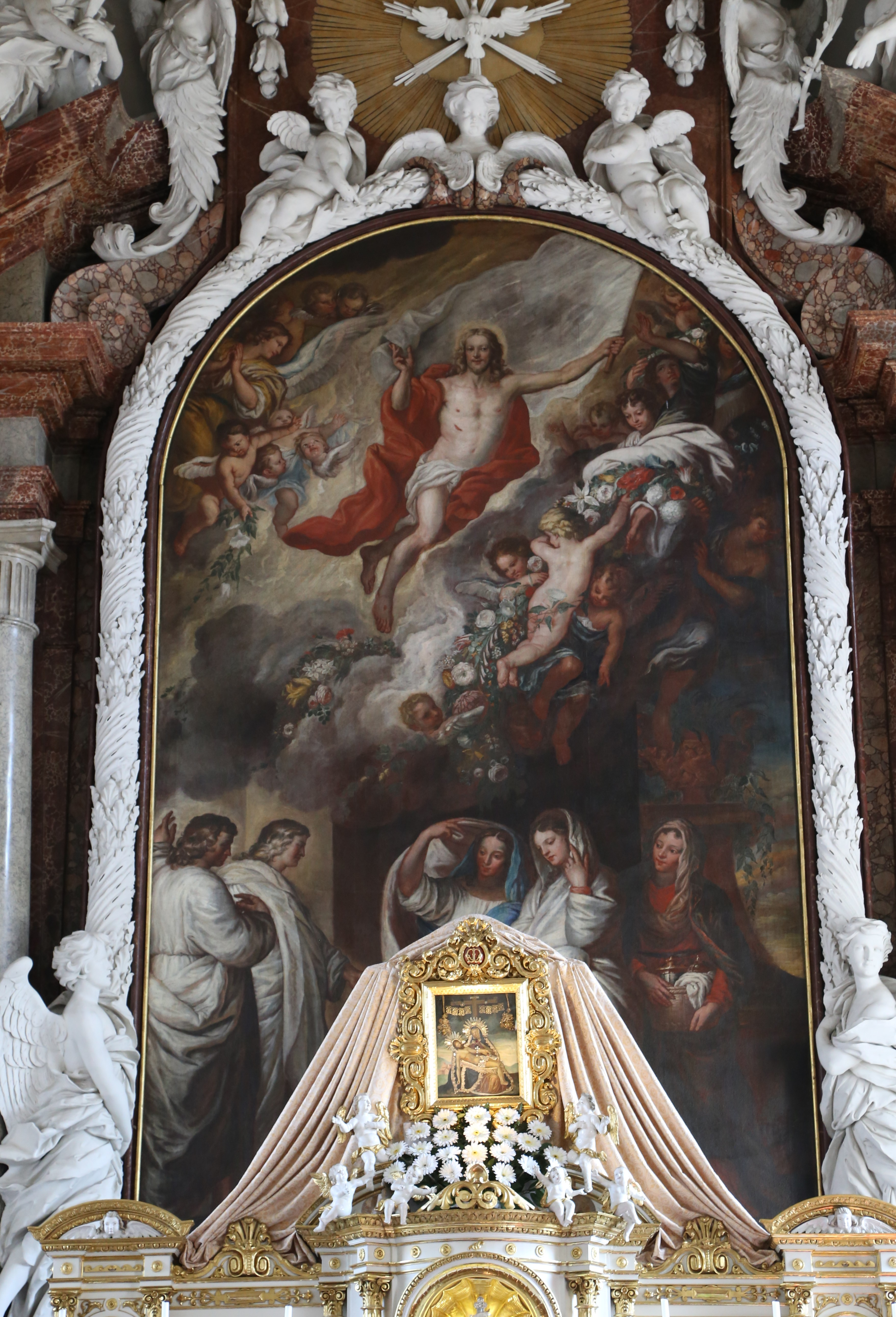
Altarblatt „Auferstehung Christi“ von Franz Ignaz Bendl

### Hochaltar, Altarbild, Tabernakel
Der mächtige Hochaltar von Giovanni Battista Carlone und Giovanni Paolo d’Allio „nimmt die gesamte Höhe und Breite der Chorostwand ein und präsentiert sich als eindrucksvoller Viersäulenaufbau mit Sockelzone und kraftvollem Stufengebälk im Segmentbogen.“ Erst 1713 fügte der Münchner Stuckateur Georg Josef Paader die vier Stucksäulen ein – je zwei an den Seiten des großen Altarblattes. Gestützt beziehungsweise getragen werden sie von vier Karyatiden-Engeln. In dem engen Spalt zwischen der Choraußenwand und den Säulen ragt links die Weißstuckfigur des hl. Josef und rechts die des hl. Joachim (Vater Mariens) auf.
Das monumentale Hochaltarbild „Auferstehung Christi“, in weißem Stuckrahmen eingefasst, sprengt gleichsam mit seinem halbrunden Abschluss nach oben den Giebel des Hochaltares auf. Das „vorzügliche Werk“ des Pfarrkirchner Malers Franz Ignaz Bendl (Sohn des Bildschnitzers Johann Christoph Bendl) führt zwei Geschehnisse eindrucksvoll vor Augen: In der oberen Zone erhebt sich der auferstandene Christus, flankiert von zahlreichen Engeln, schwebend über sein Grab empor; sein Blick und seine segnende Rechte sind auf die Gläubigen im Langhaus gerichtet. In seiner ausgestreckten Linken hält er eine weiße Fahne als Zeichen seines Sieges über Sünde und Tod. Der so triumphierende Auferstandene lächelt zum Kirchenvolk hinab. Im Gegensatz dazu entfaltet sich in der unteren Bildzone eine fast kontemplative Szenerie: Vor der geöffneten Grabeshöhle gruppieren sich, leicht nach rechts versetzt, die drei Marien; diese wenden sich nach links, wo zwei in weiße Gewänder gehüllte Engel (als Jünglinge dargestellt) stehen, die ihnen die Auferstehung Jesu Christi verkünden. Der Künstler hat hierbei zwei Evangelien-Varianten in einem Bild zusammengeführt; die eine wird im Markus-Evangelium (Mk 16,1-8) überliefert, die andere im Lukas-Evangelium (Lk 24,1-12).
Der neoklassizistische Tabernakel wird von dem Gnadenbild der Schmerzhaften Muttergottes bekrönt.

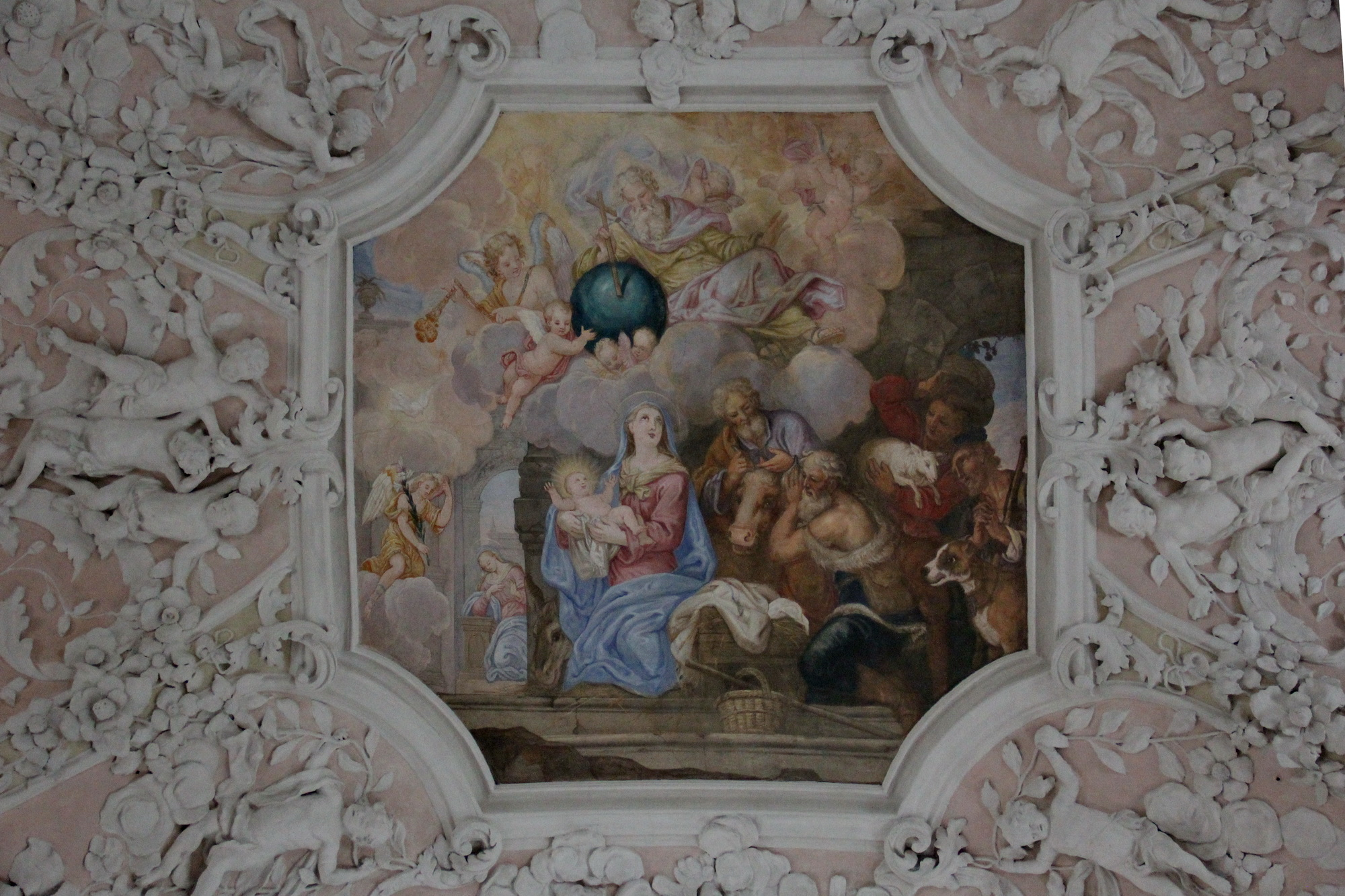
Zentrales Deckenfresko (Langhaus): Geburt Christi (Vordergrund), Verkündigung des Herrn mit Heiligem Geist (links), Anbetung der Hirten (rechts), Gottvater als Weltenherrscher (oben): „Ich glaube ... Und an Jesus Christus, ... empfangen durch den Heiligen Geist, geboren von der Jungfrau Maria ...“

### Langhaus
Die Stuckdekoration des drei-jochigen Tonnengewölbes und der Stichkappen wurde ab 1713 von dem aus Pfarrkirchen stammenden Augsburger Meister Ehrgott Bernhard Bendl (jüngerer Bruder von Franz Ignaz Bendl) ausgeführt. Der Unterschied zwischen Langhaus- und Chor-Stuckierung wird beim Betreten des einschiffigen Kirchenraums sofort augenfällig: „Schwer, fast lastend ist der weiße ‚welsche Stuck‘ an der Decke im Chor, leicht und getönt dagegen der ‚bayerische Stuck‘ an der Langhausdecke.“
Die Deckenfresken im Langhausgewölbe und unter der Empore, einschließlich der Ovalbilder am Chorbogen und an der Westwand über der Empore sind Arbeiten von Johann Paul Vogl aus Braunau am Inn und von Johann Eustach Kendlpacher aus München. Thematisch beziehen sich die zwölf Felder auf die Artikel des Apostolischen Glaubensbekenntnisses.
Die Kanzel, eine „prächtige polygonale Anlage“, wurde 1692 von drei Meistern fertiggestellt. Die Schreinerarbeiten führte Wolf Stadler aus Arnstorf aus, die Bildschnitzarbeiten schufen die beiden Pfarrkirchner Meister Michael Christoph Emmerer und Simon Hörmann. In den Ädikulä befinden sich die Standfiguren Christi als Salvator mundi, der von beiden Seiten von den Evangelisten begleitet wird (Kanzelkorb), ferner die vier lateinischen Kirchenväter mit Johannes dem Täufer (über dem Schalldeckel). Als Bekrönung dient die Figur des Erzengels Michael.
Die beiden Seitenaltäre am Chorbogen sowie die Stuckmarmorportale in der Süd- und Nordwand des Schiffes stammen vermutlich ebenfalls aus der Werkstatt des Stuckateurs Georg Josef Paader.
Vor dem linken Seitenaltar befindet sich die Reliquie der heiligen Theodora.

### Heilig-Grab-Kapelle
Drei bemerkenswerte Bildschnitzarbeiten aus der Hand des Pfarrkirchner Meisters Johann Christoph Bendl aus dem Jahre 1662 befinden sich hier. Es handelt sich um den auf einem Grabaltar hingestreckten Leichnam des Herrn, der vermutlich bereits für die erste Grabkapelle geschaffen wurde, sowie um zwei Wächter am Grab Jesu zu beiden Seiten des Grabzugangs.

### Orgel

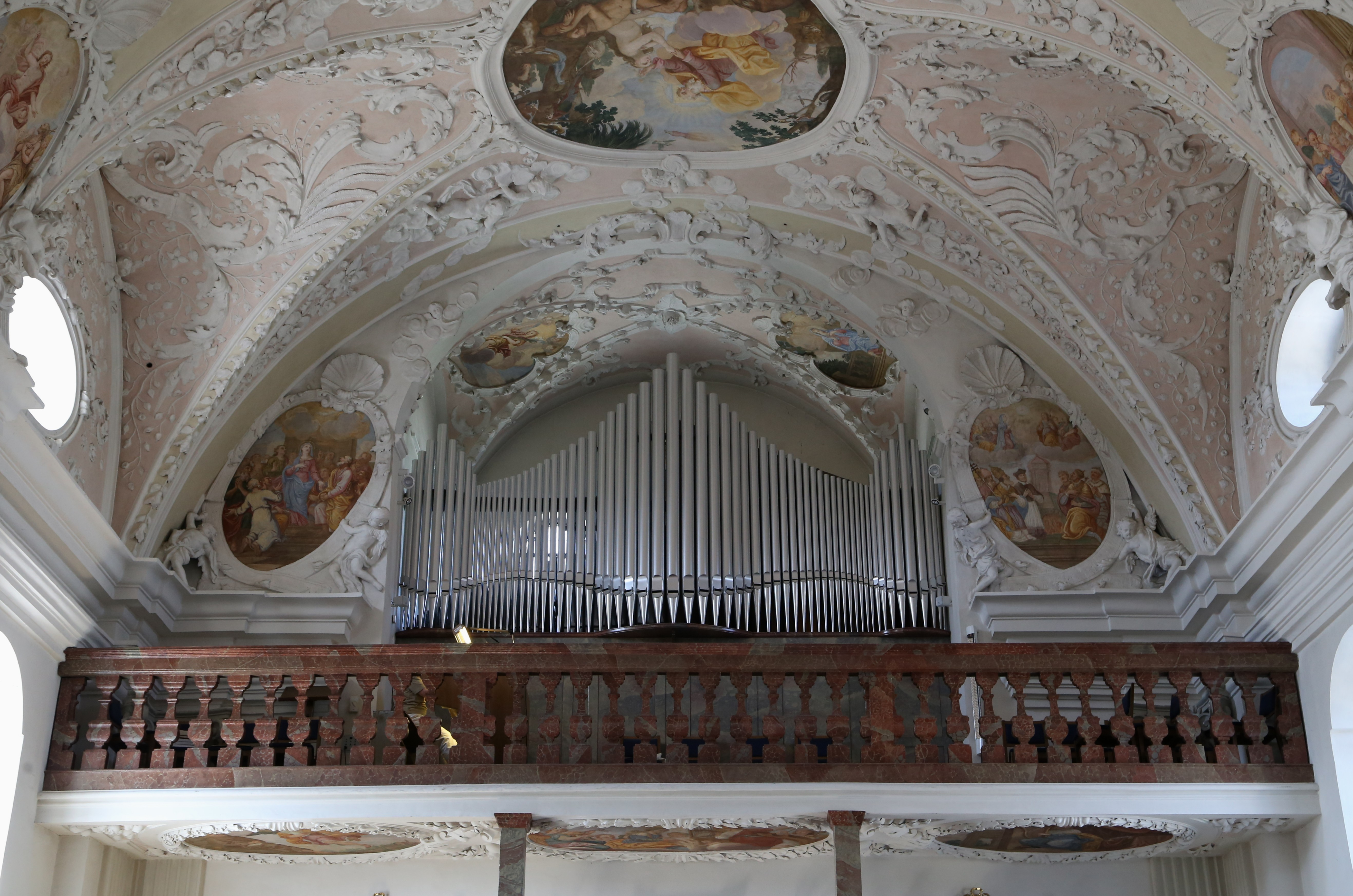
Eisenbarth-Orgel

Bereits 1692 wurde die erste Orgel der Kirche von Johann Ernestzellner aus Straubing erbaut. Das Instrument wurde mehrfach renoviert und 1886 schließlich durch einen Neubau von Martin Hechenberger abgelöst. Die heutige Orgel stammt von Ludwig Eisenbarth aus dem Jahr 1956. Das zweimanualige Instrument verfügt über 23 Register und elektrischen Trakturen mit neobarocker Disposition. Der historische Blasebalg von Hechenberger dient heute noch für die zentrale Windversorgung.

### Glocken
Die beiden Türme beherbergen fünf Glocken:
| Nr. | Name                | Schlagton | Gussjahr | Glockengießer  |
| 1   | Auferstehungsglocke | des1      | 1950     | Hahn, Landshut |
| 2   | Marienglocke        | es1       | 1950     | Hahn, Landshut |
| 3   | Josefsglocke        | f1        | 1950     | Hahn, Landshut |
| 4   | Schutzengelglocke   | as1       | 1950     | Hahn, Landshut |
| 4   | Sakramentsglocke    | b1        | 1924     |                |

## Trivia
Direkt vor der Wallfahrtskirche geschah in den 1850er Jahren ein Mord an einer Frau, die von ihrem Geliebten namens (J.) Valentin Siebenbürger erstochen wurde, der für diese Tat im Jahr 1854 in Straubing hingerichtet wurde.